# Свердруп, Юхан
Юхан Свердруп (норв. Johan Sverdrup; 30 июля 1816, Ярльсберг — 17 февраля 1892, Христиания, ныне Осло) — норвежский политический деятель, первый премьер-министр Норвегии после введения в стране парламентской монархии (пребывал на посту с 1884 года по 1889 год). 
Родился в семье фермера, получил юридическое образование, был адвокатом, занимал судебные должности.
C 1851 года без перерыва был членом стортинга. Радикал по политическим своим воззрениям, он образовал партию, опирающуюся преимущественно на сельское население; мало-помалу она приобрела большинство голосов в стортинге. В 1869 году блокировался в стортинге с движением С.П. Ябека, чем завершил объединение городской и сельской оппозиции. Парламентский блок послужил основой для учреждения Либеральной партии Норвегии (Венстре), которую возглавил Юхан Свердруп.
Будучи избран президентом стортинга, Свердруп начал борьбу против королевской власти, стремясь низвести ее до значения почетной должности. Борьба эта велась на почве спора о праве стортинга вызывать на свои заседания министров, а также о пределах королевского вето. 
В 1884 году Свердруп стал во главе правительства, но своей деятельностью он не удовлетворял радикалов, которые от него отделились; поставленный в зависимость от консерваторов, он стал проводить более умеренную политику. В 1889 году он вынужден был подать в отставку.